# Ladislav Škantár

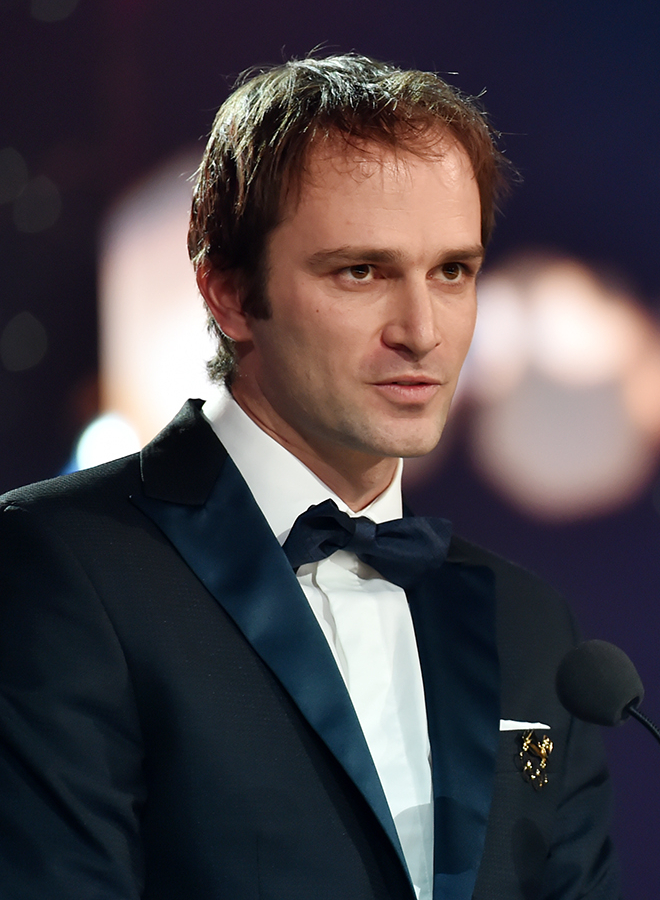
Ladislav Škantár (2017)

Ladislav Škantár (* 11. Februar 1983 in Kežmarok) ist ein ehemaliger slowakischer Kanute. Er wurde Olympiasieger 2016 und Weltmeister 2009 im Kanuslalom.

## Sportliche Karriere
Ladislav Škantár begann im Alter von zehn Jahren auf dem Dunajec mit dem Kanusport. Später wechselte er nach Bratislava und startete für den AKP Bratislava. Er bildete zwanzig Jahre lang einen Zweier-Canadier mit seinem Cousin Peter Škantár. Beide leben in Bratislava, im Winter bereiteten sie sich über Jahre in Penrith, Australien auf die europäische Saison vor.
Die Škantárs waren schon im Jugendbereich erfolgreich. Ihr Debüt in der Erwachsenenklasse gaben sie bei den Europameisterschaften 2002 daheim in Bratislava, wo sie mit der slowakischen Mannschaft den siebten Platz in der Zweier-Canadier-Wertung belegten. Bei den Europameisterschaften 2004 in Skopje belegten die beiden den dritten Platz in der Einzelwertung und den zweiten Platz in der Mannschaftswertung. 2005 gewannen sie im slowenischen Tacen Bronze in der Einzelwertung und Gold mit der Mannschaft. Bei den Weltmeisterschaften 2005 in Penrith belegten sie den sechsten Platz in der Einzelwertung. 2007 gewannen sie im slowakischen Liptovský Mikuláš den Europameistertitel in der Einzelwertung und belegten mit der Mannschaft den sechsten Platz. Drei Monate später bei den Weltmeisterschaften 2007 im brasilianischen Foz do Iguaçu belegten sie den neunten Platz in der Einzelwertung. In der Mannschaftswertung gewannen sie zusammen mit Peter und Pavol Hochschorner sowie Tomáš Kučera und Jan Batik die Bronzemedaille. 2008 belegten sie bei den Europameisterschaften in Krakau den zweiten Platz in der Einzelwertung und den dritten Platz in der Teamwertung. Bei den Olympischen Spielen 2008 traten die Hochschorners für die Slowakei an und gewannen zum dritten Mal in Folge Gold.
2009 in Nottingham belegten die Škantárs den vierten Platz bei den Europameisterschaften, in der Teamwertung wurden sie Sechste. Bei den Weltmeisterschaften im spanischen La Seu d’Urgell siegten in der Einzelwertung die Hochschorners vor den Skantars. In der Mannschaftswertung gewannen die beiden Teams zusammen mit Kučera und Batik. 2010 fanden die Europameisterschaften wieder in Bratislava im Stadtteil Čunovo statt. Die Škantárs siegten in der Einzelwertung, in der Mannschaftswertung erreichte das slowakische Team den fünften Platz. Bei den Weltmeisterschaften 2010 in Tacen verpassten die beiden das Finale und kamen lediglich auf den 14. Platz, in der Mannschaftswertung erreichten die Slowaken den vierten Platz. Bei den Europameisterschaften 2011 in La Seu d’Urgell waren die Škantárs dritte in der Einzelwertung und Zweite mit dem Team. Die Weltmeisterschaften 2011 in Bratislava-Čunovo gewannen einmal mehr die Hochschorners. Hinter den zweitplatzierten Franzosen Denis Gargaud Chanut und Fabien Lefèvre erkämpften die Škantárs Bronze, in der Mannschaftswertung siegten die Franzosen vor den Slowaken. Die Europameisterschaften 2012 in Augsburg brachten keine Medaille für die Škantárs, dem siebten Platz in der Einzelwertung folgte der sechste Platz in der Mannschaftswertung. Bei den Olympischen Spielen 2012 belegten die Hochschorners den dritten Platz hinter zwei britischen Booten.

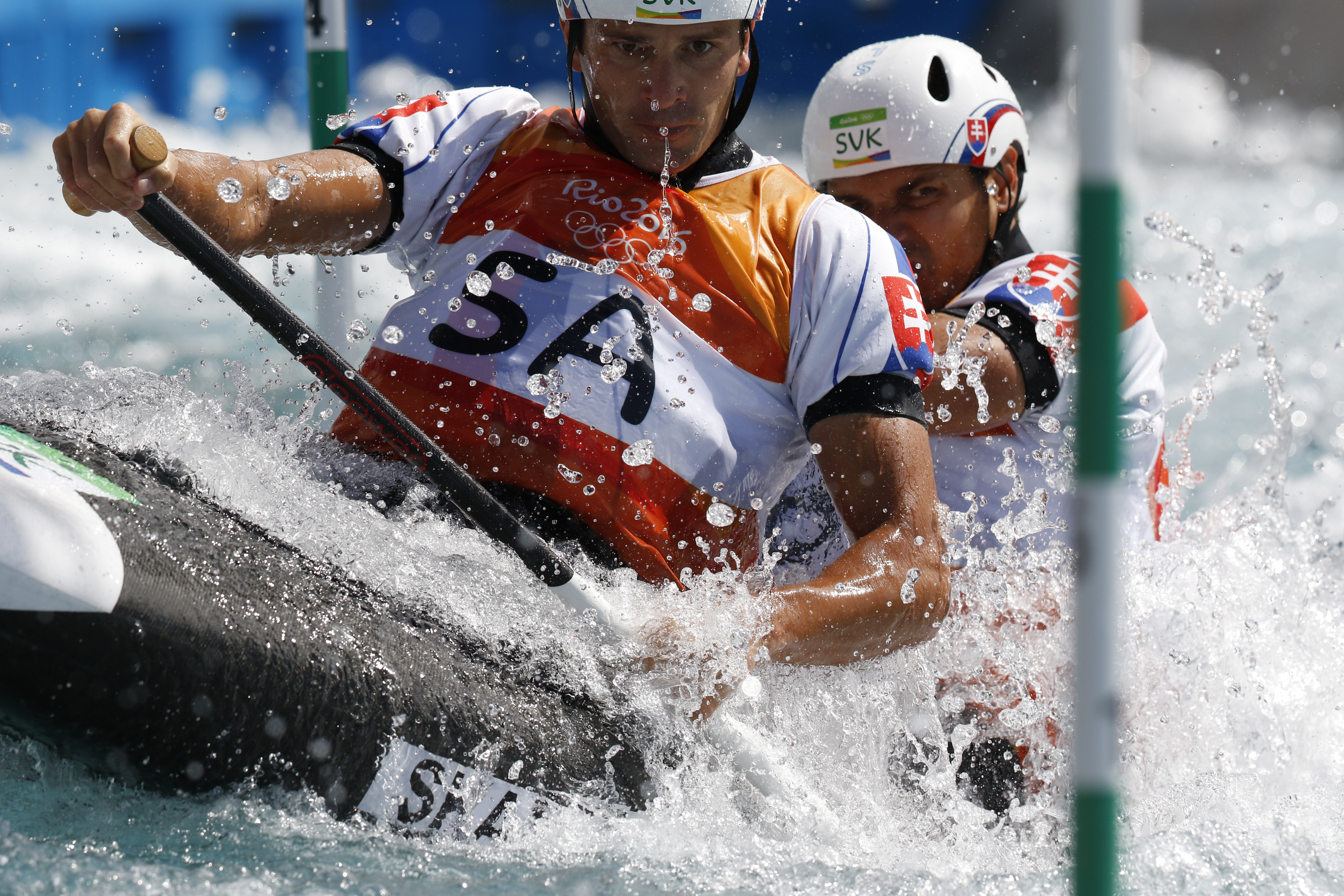
Ladislav (vorn) und Peter Škantár (Rio de Janeiro 2016)

2013 bei den Europameisterschaften in Krakau erreichten Ladislav und Peter Škantár den zehnten Platz und mit dem Team den vierten Platz. Bei den Weltmeisterschaften 2013 in Prag belegten die Škantárs als bestes slowakisches Team den dritten Platz, in der Mannschaftswertung siegten die Tschechen vor den Slowaken. 2014 in Wien erhielten Ladislav und Peter Škantár sowohl im Einzel als auch mit dem Team Gold bei den Europameisterschaften. Bei den Weltmeisterschaften in Maryland erkämpften sie Bronze in der Einzelwertung und Silber mit der Mannschaft, die einmal mehr aus den Hochschorners, den Škantárs sowie Kučera und Batik bestand. 2015 bei den Europameisterschaften in Markkleeberg gewann das slowakische Team, die Škantárs kamen in der Einzelwertung nur auf den 15. Platz. Bei den Weltmeisterschaften 2015 in London platzierten sie sich auf Rang 16, die Mannschaft kam auf den sechsten Platz. Die Europameisterschaften 2016 fanden wieder in der Slowakei statt und zwar in Liptovský Mikuláš. In der Einzelwertung erreichten die Škantárs den sechsten Platz, in der Mannschaftswertung gewannen die Slowaken. Nachdem zuletzt die Hochschorners viermal Medaillen bei Olympischen Spielen gewonnen hatten, traten bei den Olympischen Spielen 2016 in Rio de Janeiro Ladislav und Peter Škantár für die Slowakei an und siegten vor den Briten und den Franzosen.
2017 siegten bei den Weltmeisterschaften in Pau die Franzosen Gauthier Klauss und Matthieu Péché vor den Škantárs. In der Mannschaftswertung belegten die Slowaken mit den Hochschorners, den Škantárs sowie Kučera und Batik den dritten Platz. 2018 stand der Zweier-Canadier nicht mehr auf dem Programm der Weltmeisterschaften.